# Design of a Decade 1986/1996
Design of a Decade: 1986/1996 – pierwsza kompilacja nagrań amerykańskiej piosenkarki Janet Jackson. Wydawnictwo ukazało się 2 października 1995 roku w Europie i 10 października 1995 roku w Stanach Zjednoczonych dzięki A&M Records. Płyta zawiera 18 utworów z jej wcześniejszych albumów Control (1986), Janet Jackson’s Rhythm Nation 1814 (1989) i  janet. (1993) a także dwa nowe utwory „Runnaway” i „Twenty Foreplay”.
Album uzyskał status platynowej płyty w Europie i Kanadzie, podwójnej platyny w Ameryce i Wielkiej Brytanii i poczwórnej platyny w Australii - była to najlepiej sprzedająca się płyta Jackson w tym kraju. Płyta sprzedała się w ilości 10 milionów egzemplarzy na całym świecie.

## Informacje
Wersja amerykańska albumu (nazywana standardową) zawiera 16 utworów. Wersja europejska (międzynarodowa) zawiera dwie dodatkowe piosenki „Whoops Now” i „The Best Things in Life Are Free” z tego powodu czas trwania niektórych utworów na tej wersji płyty został skrócony. Wersja międzynarodowa ukazała się także w edycji specjalnej zawierającej płytę z siedmioma utworami dodatkowymi, ta wersja albumu ukazała się tylko w Europie i Australii. Kolejna edycja specjalna w metalowym opakowaniu ukazała się na rynku brytyjskim i zawierała 18 utworów.
A&M przeprowadziło wielomilionową kampanię reklamową albumu na całym świecie, a w ramach promocji albumu ponownie zostały wydane na singlach takie utwory jak „The Best Things in Life Are Free”, „When I Think of You”, „Alright" i „The Pleasure Principle”, single te zawierały nowe remiksy utworów. W planach było również ponowne wydanie utworu „Love Will Never Do (Without You)” ale z nieznanych przyczyn wydanie singla zostało wstrzymane.
Płycie towarzyszyło wydawnictwo wideo pod tym samym tytułem, które zawierało 16 teledysków Janet Jackson do jej największych przebojów z płyty Design of a Decade 1986/1996 oraz krótki dokument z planu teledysku do piosenki „Runaway”. Problemy licencyjne nie pozwoliły na zawarcie w tej kompilacji takich utworów jak „If”, „Again”, „Any Time, Any Place”, „Because of Love” i „You Want This” z albumu Janet. 
W październiku 1995 roku album zadebiutował na miejscu 4. amerykańskiej listy przebojów magazynu Billboard 200 z wynikiem 129 000 sprzedanych kopii najwyższa pozycja albumu na tej liście to miejsce 3.

## Single
- „Runaway”  była jedną z dwóch nowych piosenek znajdujących się na płycie i pierwszym singlem promującym album Design of a Decade 1986/1996 wydanym 29 sierpnia 1995 roku. We wrześniu 1995 roku, utwór zadebiutował na miejscu 6 amerykańskiej listy przebojów Billboard Hot 100[10] sprawiając tym samym że Jackson został pierwsza artystką, której singel zadebiutował od razu w pierwszej dziesiątce zestawienia. W jednym z remiksów do utworu „Runaway” wystąpił gościnnie Coolio.
- „Twenty Foreplay” była drugą nową piosenką jaką znalazła się na albumie Design of a Decade 1986/1996 i zarazem drugim i ostatnim  singlem promującym album wydanym 7 lutego 1996 roku z pominięciem Ameryki. Na amerykańskiej wersji albumu piosenka jest nieco dłuższa (skrócona na europejskiej edycji z powodu uzyskania odpowiedniej ilości czasu do umieszczenia dwóch dodatkowych piosenek). „The Slow Jam Fantasy Mix” był wyprodukowany przez Jorge Corante i jest pełną wersją utworu, która zawiera dodatkowy wers.

## Lista utworów
| Wersja międzynarodowa              | Wersja międzynarodowa                                                 | Wersja międzynarodowa              | Wersja międzynarodowa  | Wersja międzynarodowa |
| #                                  | Tytuł                                                                 | Album                              | Produkcja              | Czas                  |
| ---------------------------------- | --------------------------------------------------------------------- | ---------------------------------- | ---------------------- | --------------------- |
| 01.                                | „Runaway”                                                             | -                                  | Harris, Lewis, Jackson | 3:34                  |
| 02.                                | „What Have You Done for Me Lately”                                    | Control                            | Harris, Lewis, Jackson | 3:44                  |
| 03.                                | „Nasty”                                                               | Control                            | Harris, Lewis, Jackson | 3:45                  |
| 04.                                | „When I Think of You”                                                 | Control                            | Harris, Lewis, Jackson | 3:56                  |
| 05.                                | „Escapade”                                                            | Janet Jackson’s Rhythm Nation 1814 | Harris, Lewis, Jackson | 4:46                  |
| 06.                                | „Miss You Much”                                                       | Janet Jackson’s Rhythm Nation 1814 | Harris, Lewis, Jackson | 3:52                  |
| 07.                                | „Whoops Now” +                                                        | janet.                             | Harris, Lewis, Jackson | 4:08                  |
| 08.                                | „Love Will Never Do (Without You)”                                    | Janet Jackson’s Rhythm Nation 1814 | Harris, Lewis, Jackson | 4:35                  |
| 09.                                | „Alright”                                                             | Janet Jackson’s Rhythm Nation 1814 | Harris, Lewis, Jackson | 4:39                  |
| 10.                                | „The Best Things in Life Are Free” (Luther Vandross & Janet Jackson)+ | Mo' Money (soundtrack)             | Harris, Lewis          | 4:07                  |
| 11.                                | „Control”                                                             | Control                            | Jackson, Harris, Lewis | 3:29                  |
| 12.                                | „The Pleasure Principle”                                              | Control                            | Moir, Wieser, Jackson  | 4:14                  |
| 13.                                | „Black Cat”                                                           | Janet Jackson’s Rhythm Nation 1814 | Johnson, Jackson       | 4:49                  |
| 14.                                | „Rhythm Nation”                                                       | Janet Jackson’s Rhythm Nation 1814 | Harris, Lewis, Jackson | 4:28                  |
| 15.                                | „That's the Way Love Goes”                                            | janet.                             | Harris, Lewis, Jackson | 4:27                  |
| 16.                                | „Come Back to Me”                                                     | Janet Jackson’s Rhythm Nation 1814 | Harris, Lewis, Jackson | 5:38                  |
| 17.                                | „Let's Wait Awhile”                                                   | Control                            | Harris, Lewis, Jackson | 4:39                  |
| 18.                                | „Twenty Foreplay”                                                     | -                                  | Harris, Lewis, Jackson | 5:20                  |
| Płyta dodatkowa edycji limitowanej |                                                                       |                                    |                        |                       |
| 01.                                | „Young Love” (12” Dance Mix)                                          | Janet Jackson                      | Watson, Moore, Winbush | 5:09                  |
| 02.                                | „Diamonds” Herb (Alpert & Janet Jackson) (Cool Summer Mix Edit)       | Keep Your Eye on Me                | Harris, Lewis          | 4:02                  |
| 03.                                | The Knowledge" (Q Sound Mix)                                          | Janet Jackson’s Rhythm Nation 1814 | Harris, Lewis          | 4:01                  |
| 04.                                | „Say You Do” (LP version)                                             | Janet Jackson                      | Watson, Moore, Winbush | 6:49                  |
| 05.                                | „Don't Stand Another Chance” feat. Michael Jackson (LP version)       | Dream Street                       | Marlon Jackson         | 4:17                  |
| 06.                                | „French Blue”                                                         | -                                  | Jesse Johnson          | 6:23                  |
| 07.                                | „When I Think of You” (Jazzy Mix)                                     | Control                            | Jackson, Harris, Lewis | 10:19                 |

+europejska edycja albumu tylko